# Mitu (flygplats)
Mitu är en flygplats i Colombia. Den ligger i den sydöstra delen av landet, 600 km sydost om huvudstaden Bogotá. Mitu ligger 207 meter över havet.
Terrängen runt Mitu är huvudsakligen platt, men söderut är den kuperad.  Trakten runt Mitu är nära nog obefolkad, med mindre än två invånare per kvadratkilometer. Närmaste större samhälle är Mitú, 9,1 km sydost om Mitu. I omgivningarna runt Mitu växer i huvudsak städsegrön lövskog.